# Cúp quốc gia Andorra 2013
Cúp quốc gia Andorra 2013 là mùa giải thứ 21 của giải đấu bóng đá loại trực tiếp của Andorra. Giải đấu khởi tranh từ ngày 13 tháng 1 năm 2013 với các trận đấu ở vòng loại thứ nhất và kết thúc vào ngày 26 tháng 5 năm 2013 với trận Chung kết. FC Santa Coloma là đương kim vô địch. Đội vô địch được quyền tham gia vòng loại thứ nhất của UEFA Europa League 2013–14.

## Kết quả

### Vòng sơ loại
Vòng này có sự tham gia của 8 đội cuối trong 12 đội ở Segona Divisió 2012–13 vào giai đoạn nghỉ giữa mùa: UE Extremenya, Atlètic Club d'Escaldes, FC Santa Coloma B, Principat B, FC Rànger's, FC Encamp B, FS La Massana và Penya Encarnada d'Andorra. Các trận đấu diễn ra vào ngày 13 tháng 1 năm 2013.
| Đội 1                   | Tỉ số                           | Đội 2                     |
| ----------------------- | ------------------------------- | ------------------------- |
| FC Rànger's             | 9–0                             | Penya Encarnada d'Andorra |
| FC Encamp B             | 5–4                             | Principat B               |
| FS La Massana           | 3–3 (s.h.p.) (3–1 sút luân lưu) | UE Extremenya             |
| Atlètic Club d'Escaldes | 3–2                             | FC Santa Coloma B         |

### Vòng loại thứ nhất
Vòng này có sự tham gia của 4 đội đứng đầu trong 12 đội ở Segona Divisió 2012–13 vào giai đoạn nghỉ giữa mùa: FC Ordino, UE Santa Coloma B, Casa Estrella del Benfica và Lusitanos B cùng với các đội thắng từ vòng sơ loại. Các trận đấu diễn ra vào ngày 27 tháng 1 năm 2013.
| Đội 1                   | Tỉ số        | Đội 2             |
| ----------------------- | ------------ | ----------------- |
| FC Rànger's             | 2–1          | FC Lusitanos B    |
| FC Encamp B             | 4–1          | CE Benfica        |
| FS La Massana           | 2–5          | UE Santa Coloma B |
| Atlètic Club d'Escaldes | 3–5 (s.h.p.) | FC Ordino         |

### Vòng loại thứ hai
Các đội bóng ở Primera Divisió 2011–12 đứng thứ 5 đến thứ 8 sau 10 vòng đấu – CE Principat, UE Engordany, FC Encamp và Inter Club d'Escaldes – tham gia vòng này cùng với các đội thắng ở vòng loại thứ nhất. Trong một trận đấu, một đội Segona Divisió và một đội Primera Divisió được bốc thăm thi đấu với nhau. Các trận đấu diễn ra vào ngày 24 tháng 2 năm 2013.
| Đội 1             | Tỉ số | Đội 2                 |
| ----------------- | ----- | --------------------- |
| FC Rànger's       | 0–7   | CE Principat          |
| FC Encamp B       | 0–4   | FC Encamp             |
| UE Santa Coloma B | 0–6   | UE Engordany          |
| FC Ordino         | 2–0   | Inter Club d'Escaldes |

### Vòng loại thứ ba
Các đội thắng ở vòng trước sẽ tham gia vòng này cùng với các đội từ Primera Divisió đứng thứ nhất đến thứ tư sau 10 vòng đấu – FC Lusitanos, UE Sant Julià, FC Santa Coloma và UE Santa Coloma. Các trận lượt đi diễn ra vào ngày 28 tháng 4 năm 2013, trong khi các trận lượt về diễn ra vào ngày 5 tháng 5 năm 2013.
| Đội 1        | TTS  | Đội 2           | Lượt đi | Lượt về |
| ------------ | ---- | --------------- | ------- | ------- |
| CE Principat | 1–8  | UE Santa Coloma | 0–1     | 1–7     |
| FC Encamp    | 1–3  | FC Santa Coloma | 1–0     | 0–3     |
| UE Engordany | 0–19 | UE Sant Julià   | 0–7     | 0–12    |
| FC Ordino    | 1–5  | FC Lusitanos    | 0–2     | 1–3     |

### Bán kết
Các trận lượt đi diễn ra vào ngày 12 tháng 5 năm 2013 trong khi các trận lượt về diễn ra vào ngày 19 tháng 5 năm 2013.
| Đội 1           | TTS | Đội 2           | Lượt đi | Lượt về |
| --------------- | --- | --------------- | ------- | ------- |
| UE Santa Coloma | 6–0 | FC Santa Coloma | 3–0     | 3–0     |
| UE Sant Julià   | 2–1 | FC Lusitanos    | 0–0     | 2–1     |

### Chung kết
| UE Santa Coloma                  | 3 – 2 (s.h.p.) | UE Sant Julià              |
| -------------------------------- | -------------- | -------------------------- |
| Rubio 24', 89' · Luis Miguel 94' |                | Fabio Serra 6' · Riera 26' |